# Juan María Atutxa
Juan María Atutxa Mendiola (Villaro, Vizcaya, 18 de mayo de 1941) es un político español de ideología nacionalista vasca cuya trayectoria política ha discurrido íntegramente en la comunidad autónoma del País Vasco.
Militante del Partido Nacionalista Vasco, fue teniente de alcalde de Lemona (1987-1991), diputado en el Parlamento del País Vasco, diputado foral de agricultura de Vizcaya, Consejero de Interior del Gobierno Vasco (1991-1998), presidente del Parlamento Vasco (1998-2005) y presidente de la Fundación Sabino Arana (2005-2020).

## Trayectoria política

### Inicios
Como militante del PNV, en 1980 fue candidato al Parlamento Vasco por Vizcaya, aunque no salió elegido, ocupando en el año 1983 escaño en las Juntas Generales de esa provincia hasta 1987, cuando fue designado Diputado de Agricultura hasta febrero de 1991, labor que compaginó con su cargo de Teniente-Alcalde de Lemona entre 1987 y 1991.

### Consejero de Interior
Durante su etapa como consejero de Interior, se aprobó la Ley de policía del País Vasco y se completó el despliegue de la Ertzaintza en todo el territorio de la comunidad. Igualmente bajo su dirección se aprobó la Ley de atención de emergencias, texto que unificó en un solo centro de coordinación el acceso a los servicios de emergencia del País Vasco. Otras actuaciones notables en su etapa como consejero fueron la aprobación de la Ley de espectáculos mediante la que se pusieron en marcha campañas de inspecciones periódicas en los edificios y locales que acogen espectáculos públicos en el País Vasco para revisar sus condiciones de seguridad. También como responsable de la organización electoral procedió a la renovación de la Ley electoral que incorporaba como novedad la posibilidad de celebrar consultas electorales mediante el voto electrónico. La fecha concreta para aplicar este sistema electrónico ha quedado en manos del Parlamento Vasco. 
En su mandato, el Departamento de Interior introdujo numerosas innovaciones en las operaciones de recuento electoral adelantando la velocidad de los escrutinios y ofreciendo mecanismos de presentación de los resultados interactivos. Fue la primera administración estatal en ofrecer el seguimiento del escrutinio electoral a través de Internet.

### Presidente del Parlamento Vasco
Como Presidente del Parlamento Vasco fue objeto de una querella por un presunto delito de desobediencia a la autoridad judicial por parte de la fiscalía y del sindicato de funcionarios Manos Limpias por negarse a cumplir la orden del Tribunal Supremo de disolver el grupo parlamentario Sozialista Abertzaleak formado por el partido entonces ilegalizado Batasuna.
Aunque se enfrentó a ultranza con la violencia de ETA desde su puesto de Consejero de Interior, por lo que fue objetivo de la misma, y fuera aplaudido por su actitud, sin embargo fue duramente criticado por su negativa a disolver el grupo parlamentario de Sozialista Abertzaleak; sobre lo que respondió:

La manipulación y el engaño de determinadas formaciones políticas y algunos medios de comunicación llega al extremo de considerarme connivente con aquellos que precisamente tratan de segar mi vida. Se hace muy difícil llegar a la noche a mi casa llevando bajo el brazo un periódico que afirma cuanto antecede, y al mismo tiempo estar con mi servicio de seguridad planificando el horario y la ruta que hemos de seguir la mañana siguiente para llegar con vida al Parlamento Vasco.

El 7 de noviembre de 2005 el Tribunal Superior de Justicia del País Vasco absolvió a Atutxa y al resto de acusados al encontrarse protegidos por la inmunidad parlamentaria. Sin embargo, el 7 de noviembre de 2006 el Tribunal Supremo decidió devolver la sentencia absolutoria al Tribunal Superior de Justicia del País Vasco para que dictara una sentencia en la que se pronunciara sobre el fondo del asunto (si Atutxa cometió o no delito al negarse a disolver el grupo parlamentario de Sozialista Abertzaleak).
El 5 de enero de 2007 el Tribunal Superior de Justicia del País Vasco volvió a absolver a Atutxa, pero el 13 de marzo el Tribunal Supremo admitió a trámite un nuevo recurso de Manos Limpias. En enero de 2008 el Tribunal Supremo le condenó a un año y medio de inhabilitación para todo cargo público y 18.000 € de multa.
En junio de 2017 el Tribunal Europeo de Derechos Humanos (TEDH) condenó a España por la inhabilitación impuesta al haber sido vulnerado su derecho a un juicio equitativo. Finalmente, en octubre de 2019 el Tribunal Supremo anuló la condena de inhabilitación.

## Familia
Juan María Atutxa estuvo casado con Begoña Zalduegi (1944-2023).

## Toponimia
El Ayuntamiento de Lemona (Vizcaya) homenajea con una calle a Juan María Atutxa.